# Sheppard-Yonge (métro de Toronto)
Pour les articles homonymes, voir Sheppard et Yonge.
Sheppard-Yonge (anciennement Sheppard) est une station de correspondance entre la ligne 1 Yonge-University et la ligne 4 Sheppard du métro, de la ville de Toronto en Ontario au Canada. La station est située sur la Yonge Street à la hauteur du croisement avec la Sheppard Avenue.

## Situation sur le réseau
Station de correspondance, entre la ligne 1 Yonge-University et la ligne 4 Sheppard, Sheppard-Yonge dispose de trois plateformes distinctes :
Établie en souterrain, la plateforme Sheppard-Yonge, avec un quai central, de la ligne 1 Yonge-University, précède la station York Mills, en direction du terminus Vaughan Metropolitan Centre, et elle est précédée par la station North York Centre, en direction du terminus Finch.
Également en souterrain, la plateforme terminus Sheppard-Yonge, avec deux quais latéraux, de la ligne 4 Sheppard est précédée par la station Bayview, en direction du terminus Don Mills.

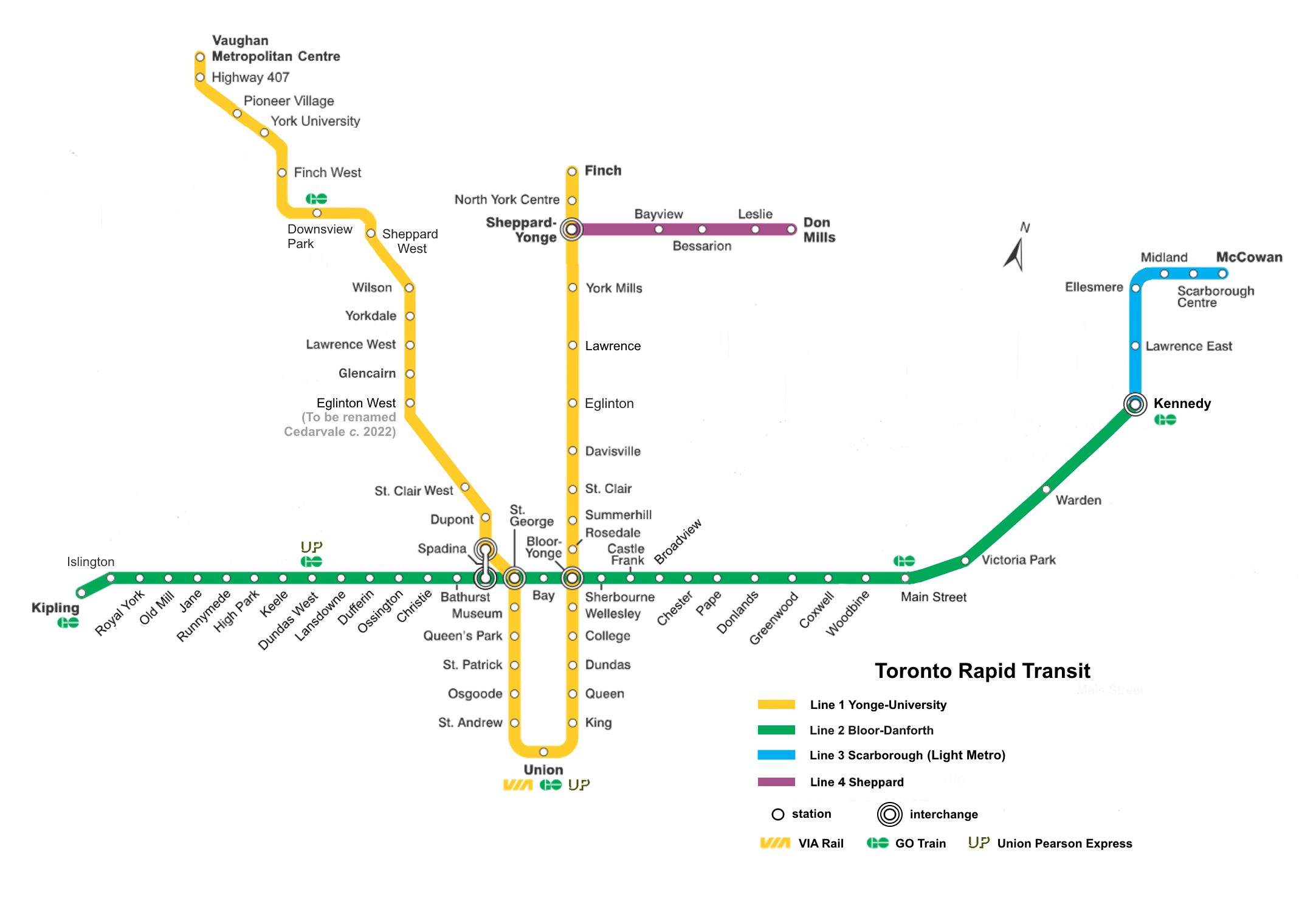
Plan du métro de Toronto (2018).

## Histoire
Une station de métro à l'intersection de la rue Yonge et l'avenue Sheppard a été envisagée dès 1959, lorsque la communauté urbaine de Toronto a élaboré des plans pour prolonger la ligne Yonge à partir de la station Eglinton. Le plan initial prévoyait que le prolongement vers le nord se ferait en deux phases, la première allant d'Eglinton à Sheppard, avec une ouverture en 1970, et la seconde allant de Sheppard à Steeles, avec une ouverture en 1980. Le conseil métropolitain a approuvé le prolongement jusqu'à l'avenue Sheppard le 25 janvier 1967, puis un autre prolongement jusqu'à Finch le 17 octobre 1969.
À l'origine, la station Sheppard devait être une station terminale de la ligne Yonge, desservant un nouveau centre-ville en cours de développement autours de l'intersection Sheppard/Yonge par la ville de North York. Elle aurait comporté un grand terminus d'autobus permettant aux passagers de se connecter dans les rames de métro à un certain nombre de lignes s'étendant vers l'est, le nord et l'ouest à travers la banlieue grandissante de North York, et même jusqu'à Markham et Vaughan. Le prolongement jusqu'à Finch a été commandée pour profiter des terrains libres le long du corridor de l'emprise d'hydroélectricité au nord de l'avenue Finch pour un grand stationnement incitatif, car il y avait peu d'opportunités de ce type autour de cette station. Cela a permis de réduire la demande pour un terminus d'autobus, mais de grandes installations ont tout de même été conçues.
La station Sheppard devait être la première des deux stations à ouvrir à North York, au nord de la zone tarifaire centrale de la Commission, à l'époque où la TTC avait un système de tarification par zone. Comme ce fut le cas lors de l'ouverture des stations Islington, Royal York, Old Mill, Jane, Main Street, Victoria Park et Warden sur la ligne Bloor-Danforth en 1968, la TTC avait prévu que le tronçon nord de la ligne Yonge resterait dans la zone tarifaire centrale, tandis que les autobus qui s'y correspondaient étaient dans la zone de banlieue. De cette façon, les passagers en correspondance pouvaient payer leur tarif supplémentaire lorsqu'ils passaient de l'autobus au métro.

### Question de tarif
La TTC a mis en place des barrières tarifaires au niveau du hall, juste au nord du quai du métro. Un long tunnel reliant ce hall au terminus d'autobus se trouvait à l'extérieur de la zone payante. Théoriquement, les gens pouvaient légalement entrer et sortir de la station depuis la rue en passant par le terminus d'autobus, bien que cela ait été découragé pour des raisons de sécurité.
Les retards de construction, en raison des conflits de travail et des obstacles inattendus le long du parcours, ont repoussé l'ouverture du prolongement de métro jusqu'à ce que la Commission décide d'ouvrir le métro d'Eglinton à la station York Mills à la place, le 31 mars 1973. Les stations Sheppard et Finch ouvriront un an plus tard, le 30 mars 1974.
Ironiquement, en 1973, le conseil métropolitain avait alors forcé la TTC à abolir son système de tarification à deux zones, réunissant toute la région métropolitaine de Toronto en une seule zone. Cela aurait dû signifier que les passagers arrivant à la station Sheppard en autobus pouvaient prendre le métro sans présenter de correspondance, mais la conception de la station rendait cela impossible. Le long couloir, avec des escaliers étroits menant à des sorties dans la rue des deux côtés, était impossible à placer dans une zone payante sans rénovations majeures pour installer des entrées automatiques ou bloquer des sorties, de sorte que le billet de correspondance était nécessaire pour correspondre entre le métro et l'autobus pendant des années.

### Ligne Sheppard
Cette situation a changé dans les années 1990, lorsque les travaux de la ligne Sheppard ont commencé. La station accueillerait la correspondance entre la nouvelle ligne sur Sheppard et la ligne Yonge, et une part importante du budget d'un milliard de dollars de la ligne consistait à construire une station est-ouest au-dessus des quais de la ligne Yonge et en dessous de la rue. Alors que les plans étaient en cours d'élaboration, la mort soudaine de Diana Spencer a donné lieu à des plusieurs propositions visant à rebaptiser la station « Diana » en hommage, bien que la famille Spencer ait rejeté cette demande. Pour éviter toute confusion et l'apparition de panneaux « Yonge South » sur les quais de la ligne Sheppard, la station entière a été rebaptisée « Sheppard-Yonge ».
La construction a non seulement permis d'installer un nouveau quai de métro au-dessus et perpendiculairement à l'ancien, mais aussi un grand ensemble de voies de garage et une triangle de virage reliant la ligne Sheppard à la ligne Yonge. Les quais de la ligne Sheppard ont également été construits très larges, pour faire face à la croissance future prèvue, avec deux quais latéraux sur les voies, et un quai central entre les deux. Les passagers pouvaient monter à bord des trains à partir des quais latéraux, tandis que les passagers qui allaient descendre descendaient sur le quai central, ce qui accélérait l'embarquement dans la station, mieux connue sous le nom de la solution espagnole.
Les plans futurs prévoyaient une configuration similaire pour les quais de la ligne Yonge, et un espace a été construit pour ces quais de part et d'autre de la ligne Yonge. Ces nouveaux quais latéraux de la ligne Yonge ne font que prolonger la largeur et la longueur des quais de la ligne Sheppard situés au-dessus, et ont été recouverts. L'espace restant restant devra être creusé, comme cela a été fait à la station Union, lorsque la fréquentation le justifiera. Le quai central de la ligne Sheppard reste inachevé et inaccessible au public. Bien qu'il ait été envisagé que les trains de la ligne Sheppard entrent dans la station par le quai nord (en direction ouest) pour débarquer les passagers, puis s'engagent sur les voies de garage pour transférer vers le quai sud (en direction est) pour embarquer les passagers, la Commission a décidé qu'il était plus facile que les trains en direction ouest utilisent simplement le croisement à l'est de la station pour accéder au quai sud. Jusqu'à ce que la ligne Sheppard soit prolongé à l'ouest de la rue Yonge, le quai nord n'est utilisé qu'occasionnellement par les trains, principalement lorsque les trains quittent le service en fin de journée. Le quai nord lui-même est également utilisé par les passagers qui accèdent à certaines sorties accessibles aux fauteuils roulants.

### Améliorations d'accessibilité
La construction de la ligne Sheppard a été le moment idéal pour rénover le reste de la station Sheppard, en intégrant le terminus d'autobus dans la zone payante, en l'agrandissant et en installant des portillons automatiques aux différentes sorties, et en rendant toute la station accessible aux fauteuils roulants, à l'exception de la sortie secondaire au sud de la station, qui mène à l'avenue Poyntz. Une nouvelle œuvre d'art, « Immersion Land » par Stacey Spiegel, est également installée.

## Services aux voyageurs

### Accès et accueil
La station Sheppard-Yonge est une station tentaculaire avec neuf entrées, dont trois sont accessibles :
- L'entrée de la rue Yonge est située au Sheppard Centre à l'angle de l'avenue Sheppard. L'ascenseur et les escaliers donnent accès au quai de débarquement de la ligne 4.
- L'entrée de l'avenue Sheppard Est est située au centre Hullmark, près de la rue Yonge et de l'avenue Sheppard Est. Les escaliers fixe et mécanique et un ascenseur mènent directement au niveau du quai en direction est de la ligne 4.
- L'entrée de Nestlé Canada est située au 25, avenue Sheppard Ouest, près de la rue Yonge. Un ascenseur et un escalier mécanique n'appartenant pas à la Commission permettent d'accéder au niveau du hall ouest. Cet accès est fermé entre 19h et 7h.
- L'entrée de l'avenue Sheppard Ouest est située près de la rue Yonge. Il s'agit d'un escalier de trottoir menant au niveau du hall ouest.
- L'entrée du chemin Beecroft est située sur l'avenue Sheppard Ouest, près du chemin Beecroft. Il s'agit d'un escalier de trottoir menant au niveau du hall ouest.
- L'entrée de l'avenue Harlandale est située près de la rue Yonge. Des portillons d'accès automatisés se trouvent dans cette entrée et un escalier permet d'accéder au niveau du hall piétonnier.
- L'entrée sud-est est située près de la rue Yonge et le promenade Anndale. Un escalier permet d'accéder aux quais de la ligne 1 du métro par le hall sud.
- L'entrée du 4711, rue Yonge est située près du promenade Anndale. Un escalier mène aux quais de la ligne 1 du métro par le hall sud.
- L'entrée du 4750, rue Yonge est située près de l'avenue Poyntz. Un escalier mène aux quais de la ligne 1 du métro par le hall sud.

La station comporte quatre niveaux : le niveau de la rue, le niveau des halls, le niveau des quais de la ligne 4 et le niveau des quais de la ligne 1.
- Le niveau de la rue dispose de plusieurs entrées. Des ascenseurs et des escaliers permettent d'accéder directement aux quais de la ligne 4 du métro depuis les entrées de Hullmark et du Sheppard Centre. Un escalier donne accès au niveau du hall piétonnier par l'entrée de l'avenue Harlandale. Un ascenseur et des escaliers permettent d'accéder au niveau du hall ouest depuis les entrées de l'avenue Sheppard Ouest. Un escalier des entrées situées près de la rue Yonge et du promenade Anndale permet d'accéder aux quais de la ligne 1 en passant par le hall sud. Des escaliers fixe et mécanique, et un ascenseur permettent d'accéder aux quais d'autobus depuis le niveau du hall piétonnier. Les passagers peuvent monter dans l'autobus 97 Yonge aux arrêts de la rue Yonge. Un arrêt de transport adapté est situé sur le quai d'autobus, partagé avec la ligne 98 Willowdale en direction est.
- Le niveau des halls comprend trois halls différents. Le hall piétonnier dispose d'un escalier menant à l'avenue Harlandale, d'un ascenseur, des escaliers mécanique et fixe menant aux quais d'autobus, ainsi qu'aux quais de la ligne 4. Un accès vers la rue et les quais de la ligne 1 se fait via les quais de la ligne 4. Le hall ouest comporte des portillons d'accès, un ascenseur et un escalier mécanique vers la rue via le 25, avenue Sheppard Ouest (Nestlé Canada), un escalier menant à la rue, un ascenseur et un escalier permettant d'accéder aux quais de la ligne 4. Le hall sud est équipé de portillons d'accès, d'un escalier vers la rue et d'un escalier vers les quais de la ligne 1.
- Le niveau des quais de la ligne 4 comprend les trains en direction est, un agent de station et des portillons d'accès. Un ascenseur, des escaliers mécanique et fixe mènent à Yonge et Sheppard, ainsi qu'aux quais de la ligne 1.
- Le niveau des quais de la ligne 1 comporte les trains allant vers le nord et vers le sud. Un ascenseur, un escalier mécanique et un escalier fixe permettent d'accéder aux quais de la ligne 4. Un escalier mécanique suivi d'un escalier fixe mènent à la rue Yonge près du promenade Anndale et du chemin Poyntz.

La station est équipée de supports à vélos, de toilettes et d'une connexion Wi-Fi. Les toilettes sont situées dans le hall nord, près d'un loge d'agent de station.

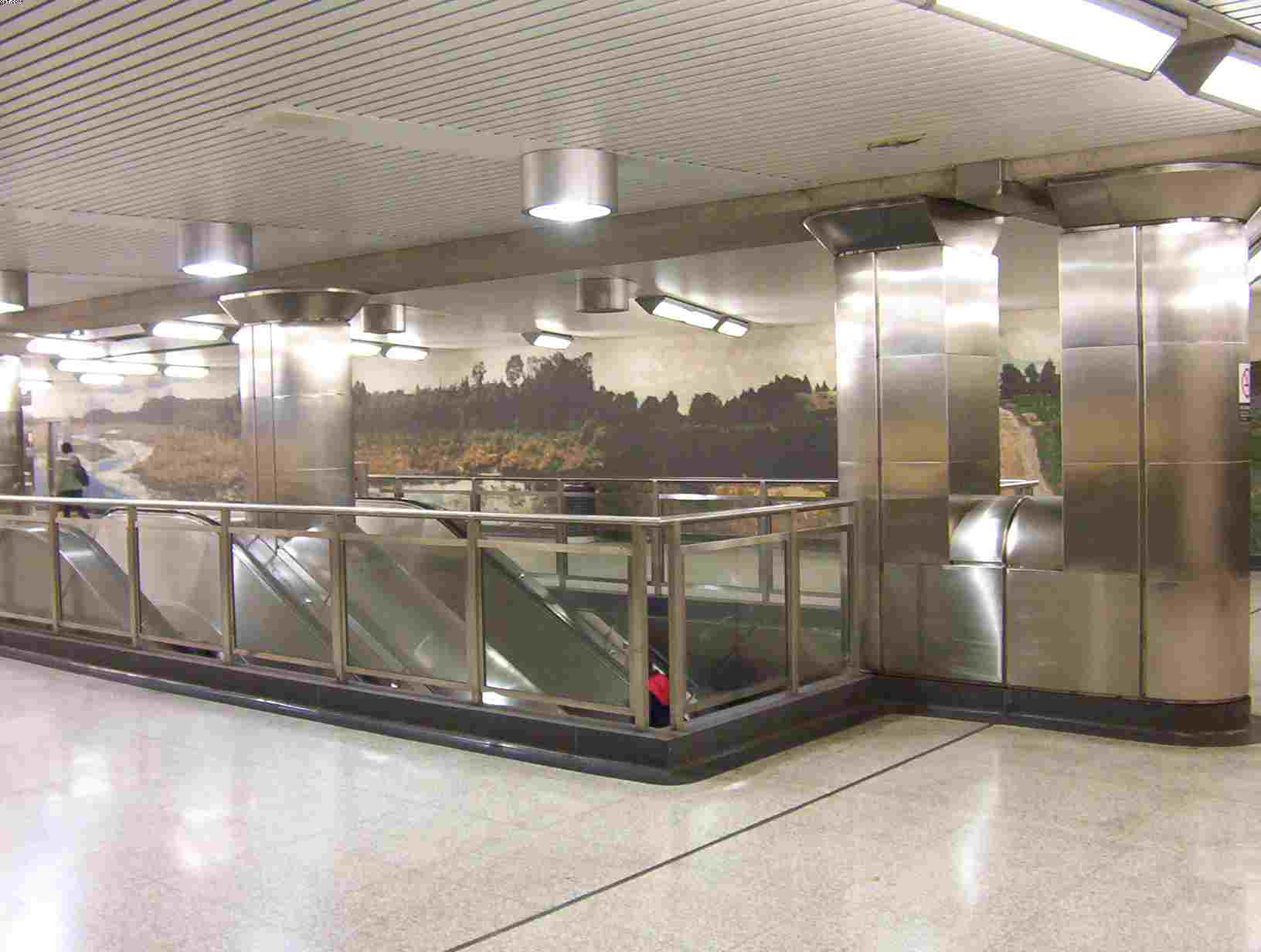
Une partie de Immersion Land peut être vu sur le mur
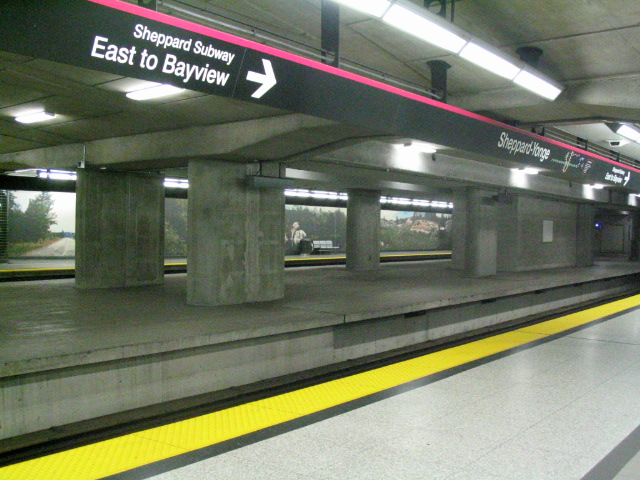
La plateforme centrale
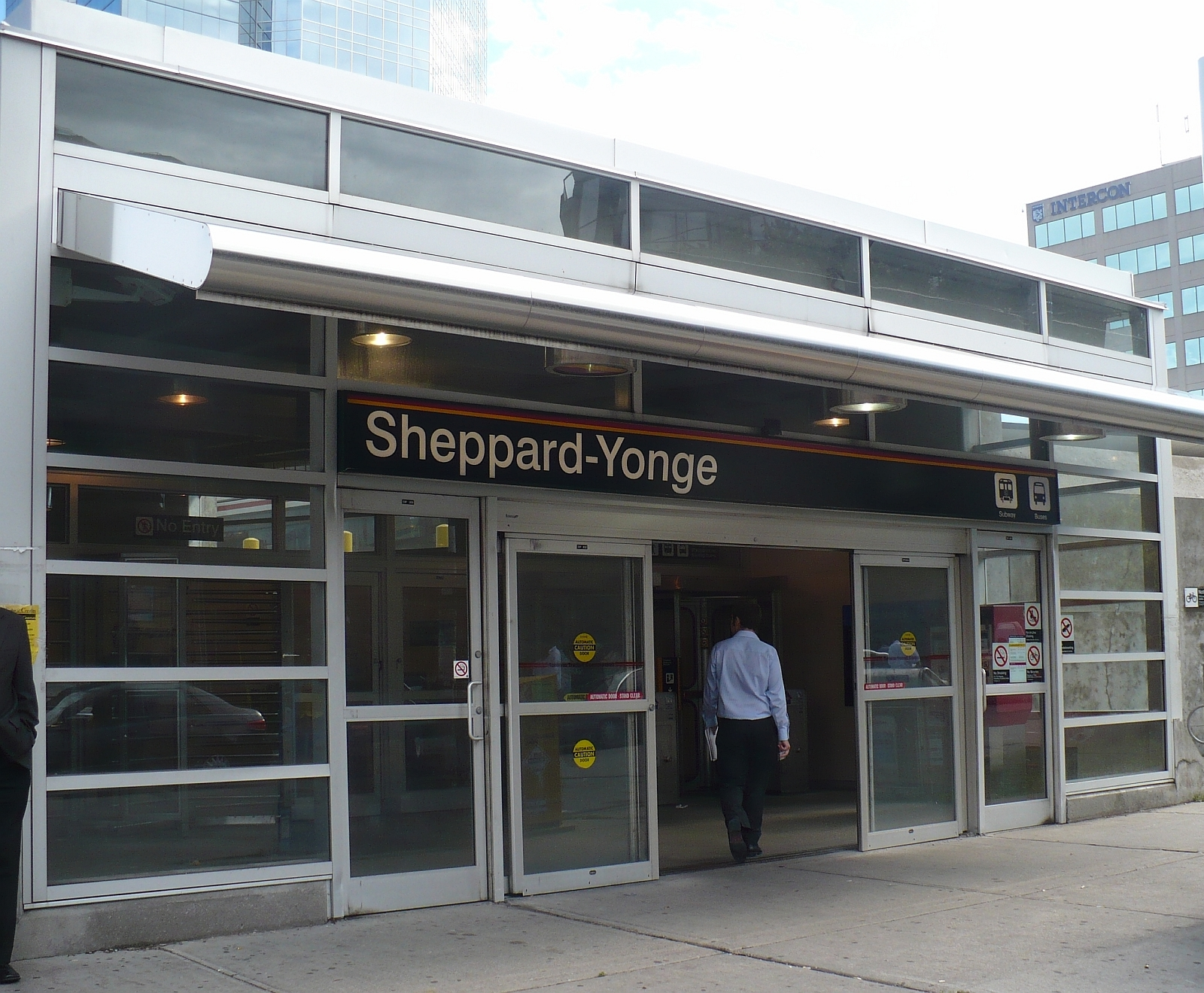
Entrée de la station Sheppard-Yonge

### Desserte
La station Sheppard-Yonge est desservie par les rames des ligne 1 Yonge-University et ligne 4 Sheppard.
Le premier passage de la ligne 1 a lieu : 5h35 en semaine, 5h45 le samedi et 7h57 le dimanche en direction de Vaughan, et à 5h42 en semaine, 5h59 le samedi et 8h15 le dimanche en direction de Finch. Le dernier passage de la ligne 1 a lieu 1h23 tous les soirs en direction de Vaughan, et 2h15 en semaine et 2h11 en fin de semaine en direction de Finch. Les fréquences de passage sont de 2 à 3 minutes aux heures de pointe (en semaine entre 6h et 9h et entre 15h et 19h), et de 4 à 5 minutes hors pointe.
Le premier passage de la ligne 4 a lieu : 5h41 en semaine, 5h55 le samedi et 7h53 le dimanche en direction de Don Mills. Le dernier passage de la ligne 4 a lieu à 2h13 tous les soirs. Les fréquences de passage sont de 2 à 3 minutes aux heures de pointe (en semaine entre 6h et 9h et entre 15h et 19h), et de 4 à 5 minutes hors pointe.

### Intermodalité
La station Sheppard-Yonge est desservie par les autobus de la Commission de transport de Toronto (TTC) et de GO Transit. Les lignes de bus 84, 85, 98 et 984 de la TTC peuvent être empruntées sur les quais d'autobus sans avoir à payer une nouvelle fois. La ligne 97, ainsi que les autobus de nuit 320, 384 et 385 peuvent être pris aux arrêts de rue. La carte Presto doit être validée une nouvelle fois ou une correspondance doit être présentée au chauffeur pour correspondre à ces autobus. Les lignes d'autobus de la TTC qui desservent cette station sont les suivantes :
| Ligne | Nom                   | Notes |
| ----- | --------------------- | --- |
| 84A   | Sheppard West         | Direction ouest vers le chemin Weston |
| 84C   | Sheppard West         | Direction ouest vers l'avenue Steeles via le chemin Arrow |
| 84D   | Sheppard West         | Direction ouest vers la station Pioneer Village via le chemin Oakdale |
| 85A   | Sheppard East         | Direction est vers la station Don Mills |
| 85B   | Sheppard East         | Direction est vers le Zoo de Toronto La plupart des autobus en direction est se terminent à la station Don Mills, où une correspondance est nécessaire pour continuer plus loin vers l'est. |
| 97B   | Yonge                 | Direction nord vers l'avenue Steeles, direction sud vers Queens Quay via le boulevard Yonge (Arrêts sur la rue Yonge)                                                                       |
| 97C   | Yonge                 | Direction nord vers l'avenue Steeles, direction sud vers Queens Quay (Arrêts sur la rue Yonge)                                                                                              |
| 97D   | Yonge                 | Direction nord vers l'avenue Steeles, direction sud vers la station Davisville (Arrêts sur la rue Yonge)                                                                                    |
| 97F   | Yonge                 | Direction nord vers l'avenue Steeles, direction sud vers la station Davisville via le boulevard Yonge (Arrêts sur la rue Yonge)                                                             |
| 98    | Willowdale - Senlac   | Direction est vers l'avenue Steeles via l'avenue Willowdale, direction ouest vers l'avenue Steeles via le chemin Senlac                                                                     |
| 984A  | Sheppard West Express | Direction ouest vers le chemin Weston |
| 984B  | Sheppard West Express | Direction ouest vers la station Sheppard West |

## Art public
La station possède trois œuvres d'art, une réproduction d'une peinture plus petite dans le niveau du hall, une peinture murale plus grande à l'extérieur et une peinture murale très grande dans le niveau des quais de la ligne 4.
La petite peinture, qui est sans titre, est exposée en face de l'agent dans le hall principal. Elle est créée par l'artiste Edwin McCormick pour commémorer les ouvriers qui avaient construit cette section de la ligne 1. Le tableau exposé maintenant n'est pourtant qu'une réproduction ; la vraie peinture se trouve dans la siège social de la TTC à Davisville.
L'œuvre d'art la plus grande dans la station est une peinture murale, par Stacey Spiegel, d'une hauteur de 8 pieds et d'une superficie approximative de 1 000 m2:27. Intitulée Immersion Land, la murale représente un paysage panoramique d'un milieu rural dans le sud de l'Ontario. Quand même, il s'agit d'un lieu réel, les 150 photographies, prises au cours d'un an, ont été mélangées par l'artiste en utilisant un procédé numérique avant d'être réalisés à l'aide de 1 500 000 carreaux de céramique.
L'autre peinture murale, intitulée Flocking Together, est créée en 2020 par le collectif KJ Bit (qui comprend les deux artistes Erika James et Jieun Kim). Elle se trouve à l'extérieur de l'entrée Harlandale.
Il y a eu une quatrième œuvre, une installation créée par l'artiste Robin Collyer intitulée Dwell. Mise en place en 2002 au sud-est du croisement de la rue Yonge et l'avenue Sheppard près d'une sortie de secours, elle comprenait une sculpture en bronze d'un feu de camp, une autre qui donne un guichet automatique bancaire l'apparence du bois, et des plantes indigènes:26. Elle a été retirée pour construire le centre Hullmark.

## À proximité
- Yonge Sheppard Centre
- Hullmark Centre
- CDI College - North York
- Académie des arts Cardinal-Carter
- Alliance française de Toronto - campus de North York
- Ordre des ingénieurs de l'Ontario
- Édifice Joseph-Shepard
  - Service Canada - North York
  - Services de passeport
  - Centre de recrutement des Forces canadiennes - Toronto
  - Services publics et Approvisionnement Canada - région de l'Ontario
  - Centre de services de Transports Canada - Toronto
- Toronto Catholic District School Board (Conseil scolaire catholique de Toronto)
- ServiceOntario
- Consulat général de la Barbade
- Consulat général du Panama
- Consulat du Ghana
- Consulat du Kazakhstan
- Consulat général de la République de Trinité-et-Tobago
- Consulat du Salvador